# Ingleigh Green
Ingleigh Green – przysiółek w Anglii, w Devon. Ingleigh jest wspomniana w Domesday Book (1086) jako Genelie.